# Aki Maita
Aki Maita (jap. 真板 亜紀, Maita Aki; * 1967) ist eine japanische Erfinderin.

## Leben
Maita gilt als Erfinderin des Tamagotchi. 1996 stellte sie ihre Idee des Tamagotchi als Mitarbeiterin dem japanischen Unternehmen Bandai vor. 1997 erhielt sie dafür zusammen mit Akihiro Yokoi den Ig-Nobelpreis für Wirtschaftswissenschaften.